# 甘露寺 (九华山)
九华山甘露寺，位于中国四大佛教圣地九華山的定心石下，汉族地区佛教全国重点寺院之一。

## 简介
该寺建于康熙六年（1667年），为玉琳法师所建。因開工当夜，九华山松頂普承甘露，視爲菩薩感應，故以“甘露”命名。洞庵法師曾兩度登壇說戒禅修。乾隆年间，傳燈、優昙相繼擴充殿宇。1983年，爲汉族地区佛教全国重点寺院。1990年，九華山佛學院在此成立。